# La Jeunesse!
ロマンチック・レビュー『La Jeunesse!』は宝塚歌劇団雪組で上演されたレビュー作品。作・演出は岡田敬二。24場。併演は『虹のナターシャ』。
1996年8月9日から9月16日に宝塚大劇場、1996年12月2日から12月26日に東京宝塚劇場で上演。翌年の1997年2月1日から2月18日に中日劇場でも上演された。

## 概要
題名はフランス語で「青春」の意味。ロマンチック・レビュー第10弾を迎えるこの作品は題名どおり青春をテーマに描き、高嶺ふぶきの雪組トップ就任披露公演である。作品前半の「ヒート・ウェーブ」はミュージカルなどで活躍しているウォーリー・ハーパーとニキ・ハリスが担当した。また、『ラ・ノスタルジー』（1986年）、『ラ・カンタータ!』（1994年）からのリメイク場面も含まれている。

## 場面
※配役は宝塚のもの
第一章　セピア色の写真（オープニング）
- 音楽：吉崎憲治
- 振付：羽山紀代美
- 振付助手：御織ゆみ乃

アンティック風なアルバムの前、一人の青年が1ページ、1ページめくりながら、恋した娘達を思い出してしまう。
- セピアの歌手1 - 轟悠
- セピアの歌手2 - 和央ようか
- セピアの歌手3 - 安蘭けい
- プロローグの女S1 - 花總まり
- プロローグの女S2 - 星奈優里
- プロローグの女S3 - 貴咲美里
- メガ・スター - 高嶺ふぶき

第二章　イエスタディ・ワンス・モア（YESTERDAY ONCE MORE）
- 音楽：甲斐正人
- 振付：山田卓
- 訳詩：平野恵子
- 振付助手：御織ゆみ乃

1960年代、ハンバーガー店の前で、リチャードやシンディをはじめ、ティーンエージャー達が青春を謳歌している。しかし、シンディはリチャードに心を残しながら別の彼のもとへ花嫁として去っていく。
- リチャード - 高嶺ふぶき
- シンディ - 花總まり
- トミー - 轟悠
- ジェフ - 和央ようか
- リタ - 小乙女幸
- キャサリン - 五峰亜季
- ダグラス - 楓沙樹
- メグ - 翠花果
- ジェームズ - 安蘭けい
- グレース - 貴咲美里

第三章　ヒート・ウェーブ
- 音楽：ウォーリー・ハーパー
- 編曲：高橋城
- 振付：ニキ・ハリス
- 訳詩：平野恵子
- 振付助手：中尾謙之、御織ゆみ乃

場所は若者が案内するトロピカル・アイランド。そこには人々が陽気に過ごしている。突然のスコールも恋の成就に一役買うアイテム。太陽の下、人々は喜びの歌を大合唱する。
- シンキング・フィッシャーマン - 安蘭けい、汐美真帆、貴城けい
- ロベルト - 高嶺ふぶき
- パトリシア - 星奈優里
- ニキ - 五峰亜季

第四章　ジョイ・オブ・ラブ（ヤング・エグゼクティブ）
- 音楽：吉崎憲治
- 振付：喜多弘

場所は大きなサロン。ミラクルファイブが妖しいムードで誘いをかける。ヤングエグゼクティブ達が華やかにパーティを繰り広げられる。
- ミラクルファイブ - 和央ようか、楓沙樹、安蘭けい、汐美真帆、貴城けい
- ヤングエグゼクティブS1 - 高嶺ふぶき
- ヤングレディースS1 - 花總まり
- ヤングエグゼクティブS2 - 轟悠
- ヤングレディースS2 - 星奈優里
- ヤングレディースS3 - 五峰亜季
- シンガー - 小乙女幸

第五章　ディーン（青春の残影）
- 音楽：甲斐正人
- 振付：謝珠栄
- 振付助手：伊賀裕子

葬送の列が通る。警官が一人のスターの事故を報告する。若者の象徴だったジェームス・ディーンの鮮烈な青春をレクイエムとともに見せる。
- レクイエムの歌手 - 轟悠
- 警官（ナレーター） - 泉つかさ
- ジェームス・ディーン - 安蘭けい
- ピア・アンジェリ - 貴咲美里

第六章　ザ・ロケット
- 音楽：高橋城
- 振付：羽山紀代美
- 振付助手：御織ゆみ乃

レインボーカラーのロケットダンサー60人が踊る。
第七章　ビューティフル・カップル（ザ・デュエット）
- 音楽：ウォーリー・ハーパー
- 編曲：高橋城
- 振付：ニキ・ハリス
- 振付助手：中尾謙之、御織ゆみ乃

大人っぽい雰囲気のコスチュームを着た一組のカップルが踊る。
- フレッド - 高嶺ふぶき
- ジンジャー - 花總まり

第八章　ボレロ
- 音楽：吉崎憲治
- 振付：羽山紀代美
- 作詞：平野恵子
- 振付助手：御織ゆみ乃

サスライトの中に浮かび上がる男。ボレロのリズムで踊りだす。やがて、大勢の男が加わり、未来への夢を歌いあげる。
- ボレロの男A1 - 轟悠
- ボレロの男A2 - 和央ようか
- ボレロの歌手S - 高嶺ふぶき
- ボレロの女S - 花總まり
- ボレロの女A1 - 星奈優里
- ボレロの女A2 - 五峰亜季

第九章　フィナーレ
- 音楽：吉崎憲治
- 振付：羽山紀代美
- 作詞：平野恵子
- 振付助手：御織ゆみ乃

テーマ曲でパレード
- ラ・ジュネスの歌手S - 高嶺ふぶき
- フィナーレの歌手S - 花總まり
- フィナーレの歌手A - 轟悠
- フィナーレの淑女S - 星奈優里
- フィナーレの歌手男 - 和央ようか、楓沙樹、安蘭けい
- エトワール - 美々杏里

## 出演者

### 宝塚・東京（一部、配役も含む）
- メガ・スター、リチャード、ロベルト、ヤングエグゼクティブS1、フレッド、ボレロの歌手S、ラ・ジュネスの歌手S - 高嶺ふぶき[2]
- プロローグの女S1、シンディ、ヤングレディースS1、ジンジャー、ボレロの女S、フィナーレの歌手S - 花總まり[2]
- セピアの歌手1、トミー、ヤングエグゼクティブS2、レクイエムの歌手、ボレロの男A1、フィナーレの歌手A - 轟悠[2]

- セピアの歌手2、ジェフ、ミラクルファイブ、ボレロの男A2、フィナーレの歌手男 - 和央ようか[2]
- 星奈優里
- セピアの歌手3、ジェームズ、シンキングフィッシャーマン、ミラクルファイブ、J・ディーン、フィナーレの歌手男 - 安蘭けい[2]
- 貴咲美里

他、宝塚歌劇団雪組生徒

## スタッフ（宝塚・東京）
※氏名の後ろに「宝塚」、「東京」の文字がなければ両劇場共通。
- 作・演出：岡田敬二[8]
- 作曲[2]・編曲[2]：吉崎憲治、高橋城、甲斐正人
- 作曲：ウォーリー・ハーパー[2]
- 編曲：宮原透[2]
- 音楽指揮：小高根凡平（宝塚）[2]、清川知己（東京）[3]
- 振付[2]：喜多弘、羽山紀代美、山田卓、謝珠栄、ニキ・ハリス
- 装置：大橋泰弘[2]
- 衣装：任田幾英[2]
- 照明：勝柴次朗[2]
- 音響：加門清邦[2]
- 小道具：万波一重[2]
- 小道具捕：石橋清利[2]
- 効果：中屋民生[2]
- 訳詞：平野恵子[2]
- 演出助手[2]：植田景子、大野拓史
- 振付助手[2]：中尾謙之、伊賀裕子、御織ゆみ乃
- 装置補：新宮有紀[2]
- 衣装補：田口美香[2]
- 舞台進行：濱野文宏[2]
- 舞台監督[3]：佐田民夫（東京）、江口正昭（東京）、柴田尚（東京）、石川裕（東京）
- 演奏：宝塚管弦楽団（宝塚）[2]、東宝オーケストラ（東京）[3]
- 製作担当：吉良正明（東京）[3]
- 制作：古澤真[2]
- 制作・著作：宝塚歌劇団

### 題材
- 青春

### 人物
- ジェームズ・ディーン

| 前作 ダンディズム! | ロマンチック・レビュー 1996年 La Jeunesse! | 次作 魅惑II -ネオ・エゴイスト!- |